# جورجیو لوسنتی
جورجیو لوسنتی (انگلیسی: Giorgio Lucenti؛ زادهٔ ۱۹ سپتامبر ۱۹۷۵) بازیکن فوتبال اهل ایتالیا است.
از باشگاه‌هایی که در آن بازی کرده‌است می‌توان به باشگاه فوتبال فروزینونه، باشگاه فوتبال آ.اس. رم، باشگاه فوتبال پیاچنزا، باشگاه فوتبال کاتانیا، باشگاه فوتبال کالیاری، باشگاه فوتبال امپولی، باشگاه فوتبال پالرمو، و باشگاه فوتبال ناپولی اشاره کرد.